# بریکینگ بد (فصل ۲)
فصل دوم مجموعه تلویزیونی درام آمریکایی بریکینگ بد از ۸ مارس ۲۰۰۹ آغاز شد و در ۳۱ مه ۲۰۰۹ پایان یافت. این فصل شامل ۱۳ قسمت بود که طول هر کدام ۴۷ دقیقه بود. این فصل در ساعت ۱۰ بعد از ظهر یکشنبه‌ها از شبکه ای‌ام‌سی در آمریکا پخش شد. نسخه کامل فصل ۲ بر روی دی‌وی‌دی و بلوری در ۱۶ مارس ۲۰۱۰ منتشر شد.فصل دوم این مجموعه توانست متای ۸۴ را دریافت کند

## بازیگران

### اصلی
- برایان کرانستون در نقش والتر وایت
- آنا گان در نقش اسکایر وایت
- آرون پال در نقش جسی پینکمن
- دین نوریس در نقش هنک شریدر
- بتسی براندت در نقش ماری شریدر
- آرجی میته در نقش والتر وایت جونیور

### مکرر
- کریستن ریتر در نقش جین مارگولیس
- استیون مایکل کوئیزادا در نقش استیون گومز
- چارلز بیکر در نقش پیت استخونی
- کریستوفر کازینز در نقش تد بنکی
- مت ال جونز در نقش بجر
- باب ادنکیرک در نقش ساول گودمن
- جان دی لانسی در نقش دونالد مارگولیس
- تام کیش[۲] در نقش کلوویس
- رادنی راش[۳] در نقش کامبو
- مایکل شاموس وایلز[۴] در نقش جُرج مِرکِرت
- ریموند کروز در نقش توکو سالامانکا
- جانکارلو اسپوزیتو در نقش گاس فرینگ
- تس هارپر در نقش دایان پینکمن
- مارک مارگولیس در نقش هکتور سالامانکا
- سام مک‌موری در نقش دکتر ویکتور براونک
- کارمن سرانو در نقش مدیر کارمن مولینا
- جرمیا بیتسویی[۵] در نقش ویکتور
- نایجل گیبس[۶] در نقش تیم رابرتس، کارآگاه APD
- جسیکا هکت در نقش گرچن شوارتز
- دنی ترخو در نقش تورتوگا

### مهمان
- جاناتان بنکس در نقش مایک ارمنتراوت

## قسمت‌ها
عناوین قسمت‌های اول، چهارم، دهم و سیزدهم جمله‌ای را تشکیل می‌دهند که رویدادی را نشان می‌دهد که در پایان فصل رخ می‌دهد: «سقوط هفت و سی‌وهفت برفراز ای‌بی‌کیو» (به انگلیسی: Seven Thirty-Seven Down Over ABQ).
| شم. کلی | شم. در فصل | عنوان                     | کارگردان        | نویسنده                   | تاریخ انتشار اصلی | آمریکا تعداد بیننده (میلیون) |
| ------- | ---------- | ------------------------- | --------------- | ------------------------- | ----------------- | ---------------------------- |
| ۸       | ۱          | «هفت و سی‌وهفت»            | برایان کرانستون | J. Roberts                | ۸ مارس ۲۰۰۹       | ۱٫۶۶                         |
| ۹       | ۲          | «گریل شده»                | چارلز هاید      | جرج ماستراس               | ۱۵ مارس ۲۰۰۹      | ۱٫۶۰                         |
| ۱۰      | ۳          | «گزش توسط یک زنبور مرده»  | تری مک‌دانا      | پتر گولد                  | ۲۲ مارس ۲۰۰۹      | ۱٫۱۳                         |
| ۱۱      | ۴          | «سقوط»                    | جان دال         | سم کاتلین                 | ۲۹ مارس ۲۰۰۹      | ۱٫۲۹                         |
| ۱۲      | ۵          | «خسارت»                   | یوهان رنک       | مویرا ولی-بیکت            | ۵ آوریل ۲۰۰۹      | ۱٫۲۱                         |
| ۱۳      | ۶          | «دالی موشه»               | Peter Medak     | J. Roberts و وینس گیلیگان | ۱۲ آوریل ۲۰۰۹     | ۱٫۴۱                         |
| ۱۴      | ۷          | «سیاه و آبی»              | فلیکس آلکالا    | جان شیبان                 | ۱۹ آوریل ۲۰۰۹     | ن/م                          |
| ۱۵      | ۸          | «بهتره با سال تماس بگیری» | تری مک‌دانا      | پتر گولد                  | ۲۶ آوریل ۲۰۰۹     | ۱٫۰۴                         |
| ۱۶      | ۹          | «۴ روز بیرون»             | میشل مک‌لارن     | سم کاتلین                 | ۳ مه ۲۰۰۹         | ن/م                          |
| ۱۷      | ۱۰         | «برفراز»                  | فیل آبراهام     | مویرا ولی-بیکت            | ۱۰ مه ۲۰۰۹        | ن/م                          |
| ۱۸      | ۱۱         | «ماندالا»                 | Adam Bernstein  | جرج ماستراس               | ۱۷ مه ۲۰۰۹        | ن/م                          |
| ۱۹      | ۱۲         | «فینیکس»                  | کالین باکسی     | جان شیبان                 | ۲۴ مه ۲۰۰۹        | ن/م                          |
| ۲۰      | ۱۳         | «ای‌بی‌کیو»                 | Adam Bernstein  | وینس گیلیگان              | ۳۱ مه ۲۰۰۹        | ۱٫۵۰                         |